# Julio Lagos (periodista)
Julio Héctor Lagos (Buenos Aires, 3 de enero de 1945) es un periodista, locutor de radio y presentador de televisión argentino. Trabajó en el diario El Mundo y las revistas Tía Vicenta y El Gráfico. En Radio Municipal dio inicio a su largo desempeño en radio. Hizo numerosos ciclos en televisión. 
El martes 13 de mayo de 1997,  el periodista y conductor, realizó la primera transmisión de radio vía Internet en la historia de Argentina.
El audio de esa transmisión se puede escuchar aquí:
https://www.youtube.com/watch?v=7xRKSbRpekg&t=6s

## Trayectoria

### Primeros años
Trabajó en medios de comunicación desde los 16 años. Comenzó como cronista deportivo en el desaparecido diario El Mundo, alternando sus primeros trabajos con algunas materias cursadas en la Facultad de Filosofía y Letras de la Universidad de Buenos Aires[cita requerida].
En 1965 integró el grupo fundador de la revista Gente y realizó la entrevista a Cacho Fontana que fue la nota de tapa del número 1 de esa publicación. También trabajó en El Gráfico, Para Tí y Panorama. 
En la vieja LS! Radio Municipal de Buenos Aires trabajó desde 1963 hasta 1966. En el ISER (Instituto Superior de Enseñanza Radiofónica), se recibió de locutor en 1968.

### Televisión y AM
A fines de la década del '60, comenzó a trabajar en televisión; en Noticiero 13 (1967-68) y La campana de cristal (1968-70), por el Canal 13 que lideraba Goar Mestre. 
A comienzos de la década del '70 era habitual su participación en Sábados Circulares, que conducía Nicolás "Pipo" Mancera, y realizaba la lectura de anuncios comerciales en diversos eventos deportivos. En esos años condujo Cine sin cortes, programa auspiciado por la desaparecida empresa de electricidad SEGBA, en la pantalla de Canal 7 —que en 1972 dio comienzo al ciclo Trasnoche, emitido a lo largo de la madrugada—. 
Mientras, en AM, Lagos comenzó la conducción de un programa matutino que con los años iba a transformarse en un clásico: Charlando las noticias, ciclo iniciado hacia 1971 en Radio Belgrano  y más tarde pasó a Radio Continental, donde contó con una edición vespertina. 
En 1975, condujo El programa es usted en la tarde de Radio Continental, ciclo que se extendió hasta 1978, finalizando en Radio Belgrano.

### "La mañana de Julio Lagos"
En 1979 regresó al horario matutino con el ciclo Cada día, por Radio Mitre. En 1980, en Radio El Mundo, el programa cambió su nombre a La mañana de Julio Lagos.
Entre marzo y diciembre de 1982, fue director de Radiodifusión Argentina al Exterior.  Durante su breve gestión la emisora oficial sufrió una profunda reestructuración y renovación, se anticipó a los nuevos tiempos que viviría el país con la apertura democrática.
En 1983, se mudó a Mar del Plata. Durante esa etapa en La Feliz donde condujo su ciclo La mañana de Julio Lagos en LU9 Radio Mar del Plata, hasta que en 1986 paso a LU6 Emisora Atlántica.

### El Show Creativo
En 1984, Lagos fue convocado para conducir la emisión especial de un programa producido y coconducido por el publicista Juan Gujis, por la pantalla del entonces canal oficial ATC (Canal 7). Innovador para la TV argentina por esos años, en el mismo se transmitían solo anuncios publicitarios, ganadores de los Premios Clio. En 1985 se realiza una nueva emisión, bajo el nombre de La mejor publicidad del mundo. En 1987, nuevos especiales se emiten varias veces al año, entonces por Canal 13 como El Show del Clío y dos años más tarde, en 1989, pasa a transmitirse mensualmente. Ese mismo año —debido al éxito— finalmente sale como programa semanal, los sábados a la medianoche. En 1994 el programa pasa a Crónica TV y cambia su nombre a El Show Creativo. Julio Lagos se mantuvo en la conducción del programa, junto a Juan Gujis hasta 1997.

### "La mañana..." en FM
A comienzos de 1990, vuelve con su exitoso ciclo radial La mañana de Julio Lagos, esta vez a través de FM Laser, contando con una edición vespertina, Regresando con Julio Lagos, de 17 a 19 Luego de estar en FM Horizonte, FM Feeling y FM Viva, en 1997 el programa pasaría a emitirse por la FM Aspen y se convierte en el primer programa radial argentino en ser transmitido en vivo y en directo a través de Internet, y a partir de 1999 el programa continuando en la misma línea de vanguardia tecnológica instala una cámara en el estudio de radio para visualizar la transmisión en tiempo real.

### Programa Radiolagos
En 2005, reafirmando su condición de innovador en los medios argentinos, Julio Lagos lanzó su nuevo programa Radiolagos por FM SI, integrada por catorce repetidoras en  todo el país. Transmite vía internet y podcasting, lo que permite escucharla a través de reproductores de mp3.

### "Despierto y por la calle"
A partir de 2007 volvió a la AM, con su programa Despierto y por la calle, de lunes a viernes de 4 a 6 de la madrugada, por Radio Del Plata. Con un formato novedoso para los programas radiales de trasnoche, Lagos sale a las calles de Buenos Aires utilizando una consola portátil y realizando reportajes a la gente que trabaja o transita por esas horas en la ciudad. El ciclo estuvo en el aire hasta diciembre de 2008.

### "Sábado a la Noche"
Desde marzo de 2011 realiza un programa nocturno en Radio El Mundo AM 1070. Cada sábado de 22 a 0 apunta al entretenimiento, música en vivo y entrevistas en piso. Desde los estudios de Rivadavia 825, invita a los oyentes a formar parte del "Show radiofónico", ya sea a través de Facebook, Twitter o mediante mensajes de voz. Crea un ambiente de "vivo puro" y dinámico, espontáneo, hasta que suena el Himno Nacional Argentino. Lo acompañan Leo Fernández y Alejandra Nieto (operación), Leticia Funes (locución); Camila Iannini (producción).En 2013 llegaría a La 990 (ex Radio Splendid) para conducir "Sábado  a la noche".

### "La mañana de Julio Lagos"
Desde abril de 2014 el hombre que en los últimos años concretó nuevos contenidos y formatos en este medio vuelve de lunes a viernes, de 6 a 9, por Radio El Mundo.

### "Mañana es Ahora"
Desde fines de 2019 empieza a trabajar en Radio Rivadavia ,con un nuevo programa de lunes a viernes de 1 a 5 acompañando una vez más a todos sus oyentes por las madrugadas. 

### "La radio sos vos"
En la actualidad (2025) sigue produciendo y conduciendo "La radio sos vos", los sábados de 17 a 22 hs.en LS5 Radio Rivadavia.

### Premios y distinciones
- 1970: Cruz de Plata.[2]
- 1971: Premio Santa Clara de Asís.[2]
- 1971: Martín Fierro.[2]
- 1972: Martín Fierro.[2]
- 1973: Premio Santa Clara de Asís.[2]
- 1974: Premio San Gabriel.[2]
- 1987: Premio Konex[2]
- 2000: Premio Ondas (Barcelona, España).[6]
- 2003: Premio Internacional de Periodismo Rey de España.[7]
- 2008: Premio Argentores.[2]
- 2008: Premio Eter - Revelación.[2]

## Libros
- ¿Que hacés, Buenos Aires... (Editorial Peña Lillo, 1967)
- En vivo y en directo (Editorial Marcucci, 1969)
- Radio, televisión, desarrollo y seguridad (Editorial Estrategia, 1970)
- Crónicas de la radio publicadas en Internet (Ediciones Corregidor, 2003)
- Cómo se toma el mate (Ediciones Radiolagos, 2003; 2.ª ed. 2004)
- Corazón de radio (Ediciones Corregidor, 2010)
- El misterio del Estadio Ebro (Ediciones Corregidor, 2015)
- Estuve allí - Un locutor guglea de memoria  (Casa de Papel, 2018)